# Карлсплац (Вена)
Карлсплац (нем. Karlsplatz) — городская площадь на границе первого и четвёртого районов Вены. Является одним из важных транспортных узлов города. В частности, здесь пересекаются первая, вторая и четвёртая линии метро. Название своё получила по церкви Карлскирхе, которая находится в юго-восточной части площади.

## Площадь
Большая часть площади была образована в результате проведенного в конце 1890-х годов регулирования и изменения русла реки Вены, которая теперь протекает под северной и западной частями площади.
Помимо Карлскирхе на Карлсплац выходят здания Венского музея (нем. Wien Museum), Технического университета, старого здания выставочного зала "Венский зал искусств" (нем. Kunsthalle Wien), Дома художника (нем. Künstlerhaus) с выставочным центром и кинотеатром, концертного зала Венское Певческое общество (нем. Musikverein). Кроме того, на площади находятся два павильона бывшей городской железной дороги Вены (Штадтбана, Stadtbahn), построенные Отто Вагнером в конце XIX века, а также памятники композитору Иоганну Брамсу, одному из изобретателей швейной машины Йозефу Мадерспергеру, одному из изобретателей лопастного винта Йозефу Ресселю. В честь Ресселя назван и парк, находящийся на площади.
Выходящее на площадь здание Венского технического университета построено на месте бывшего больничного кладбища, на котором в 1741 году был похоронен Антонио Вивальди.